# Two-Ocean Navy Act

Le Two-Ocean Navy Act, (ou Vinson-Walsh Act) est une loi votée par le Congrès des États-Unis le 19 juillet 1940 pour accroître la taille la marine américaine de 70 %, en faisant la loi d'acquisition la plus importante de l'histoire militaire des États-Unis.
Le 17 juin, quelques jours après l'entrée des troupes allemandes dans Paris, le Chief of Naval Operations Harold Stark demande quatre milliards de dollars au Congrès en vue d'augmenter la flotte de combat de 257 navires supplémentaires soit 1 325 000 tonneaux. L'acquisition fut approuvée quelques semaines plus tard, le 19 juillet 1940.
La loi prévoit la construction de, :
- 8 porte-avions de la classe Essex ;
- 2 cuirassés de la classe Iowa ;
- 5 cuirassés de la classe Montana ;
- 6 croiseurs de la classe Alaska ;
- 27 croiseurs ;
- 115 destroyers ;
- 43 sous-marins ;
- 15 000 avions ;

mais également : 
- la reconversion de 100 000 tonneaux de navires auxiliaires ;
- 50 millions de dollars pour des patrouilleurs, escorteurs et autres vaisseaux ;
- 150 millions pour de l'équipement d'importance et des bases ;
- 65 millions pour la fabrication de munitions ;
- 35 millions pour l'extension des bases existantes.

L'entrée en guerre des États-Unis à la suite de l'attaque de Pearl Harbor bouleverse ces prévisions.

## Source
- (en) Cet article est partiellement ou en totalité issu de l’article de Wikipédia en anglais intitulé « Two-Ocean Navy Act » (voir la liste des auteurs).